# Fury de New York
Maillots
Le Fury de New York  (en anglais : New York Fury) est une équipe professionnelle de soccer féminin américain de l'État de New York. Le club évolue dans la WPSL Elite Leaque (1er niveau dans  la hiérarchie du soccer féminin aux États-Unis). Les couleurs du club sont le rouge et le bleu marin. 
Les matchs à domicile sont joués au Hofstra University Soccer Stadium (capacité de 13,000 sièges) situé sur le campus de l'université Hofstral dans l'île de Long Island.
Le Fury de New York a deux équipes filiales, le Fury de Long Island qui joue dans la Women's Premier Soccer League (2e niveau dans le soccer féminin américain) et l'Academy de Long Island qui joue dans la National Premier Soccer League. En 2006 et en 2008, Fury du Long Island fut championne nationale de la WPSL.

## Histoire
L'organisation du Fury du New York trouve son origine dans celle du Long Island Fury (les deux équipes appartenant aux mêmes propriétaires). Au cours de la première saison du Fury du New York (en 2011), les deux équipes compétitionnent dans la même division, la Mid-Atlantic Division de la Conférence de l'Est de la WPSL. Le Fury du New York remporte le titre de sa division tandis que le Fury de Long Island termine 5e. Par ailleurs au cours de cette saison 2011, le Fury de New York est affilié avec les clubs de l'Independence de Philadelphie et du Sky Blue FC de la Women's Professional Soccer. 
Après la cessation des activités de la Women's Professional Soccer, la direction du Fury annonce que le New York Fury sera en compétition dans la Ligue WPSL Elite pour la saison 2012. Cette nouvelle ligue de la Women's Premier Soccer League regroupe pour la saison 2012 trois clubs de l'ancienne  Women's Professional Soccer avec quelques-uns des meilleurs clubs de la WPSL. De son côté, le Fury de Long Island poursuit son existence dans la Women's Premier Soccer League et sert maintenant d'équipe de réserve ou d'équipe B pour le Fury de New York.
Lors de la phase régulière, le Fury de New York termine au 4e rang du classement de la saison régulière 2012 et se qualifie de justesse pour les séries éliminatoires de fin de saison. Mais l'équipe est éliminée au premier tour par le Flash de Western New York,.

## Parcours de l'équipe
| Année | Ligue             | conférence                          | Division                           | Saisons régulières                 | Séries éliminatoires                 |
| ----- | ----------------- | ----------------------------------- | ---------------------------------- | ---------------------------------- | ------------------------------------ |
| 2011  | WPSL              | Conférence de l'Est                 | Division Mid-Atlantic              | Termine au 1er rang de sa division | Éliminé en demi-finale de conférence |
| 2012  | WPSL Elite League | ----------------------------------- | ---------------------------------- | Termine au 3e rang du classement   | Éliminé en demi-finale               |

## Honneurs de l'équipe
- WPSL Mid-Atlantic Division Champions 2011

## Effectif 2012
En date du 19 juin 2012.
Pour la saison 2012, le Fury fait signer 6 anciennes joueuses de l'Independence de Philadelphie (Nikki Kryzik, Estelle Johnson, Kia McNeil, Leigh Ann Robinson, Tina DiMartino, Gina DiMartino), 3 anciennes du Sky Blue (Tobin Heath, Brittany Taylor, Allie Long) et une joueuse du Beat d'Atlanta (Meghan Lencyk).
| N° | Nat.                   | Poste | Nom du joueur      |
| -- | ---------------------- | ----- | ------------------ |
| 1  | Drapeau des États-Unis | G     | Michelle Betos     |
| 18 | Drapeau des États-Unis | G     | Bianca Henninger   |
| 11 | Drapeau des États-Unis | D     | Jazmyne Avant      |
| 24 | Drapeau des États-Unis | D     | Estelle Johnson    |
| 15 | Drapeau des États-Unis | D     | Nikki Krzysik      |
| 16 | Drapeau des États-Unis | D     | Kia McNeill        |
| 7  | Drapeau des États-Unis | D     | Leigh Ann Robinson |
| 14 | Drapeau des États-Unis | D     | Carri Roccaro      |
| 13 | Drapeau des États-Unis | D     | Brittany Taylor    |
| 6  | Drapeau des États-Unis | D     | Kim Yokers         |

| No. | Nat.                   | Position | Nom du joueur    |
| --- | ---------------------- | -------- | ---------------- |
| 5   | Drapeau des États-Unis | M        | Tina DiMartino   |
| 17  | Drapeau des États-Unis | M        | Sinead Farrelly  |
| 7   | Drapeau des États-Unis | M        | Amanda Forrester |
|     | Drapeau des États-Unis | M        | Tobin Heath      |
| 10  | Drapeau des États-Unis | M        | Allie Long       |
| 2   | Drapeau des États-Unis | M        | Karin Simonian   |
| 21  | Drapeau des États-Unis | M        | Meghan Lenczyk   |
| 3   | Drapeau des États-Unis | A        | Jasmyne Spencer  |
| 9   | Drapeau des États-Unis | A        | Merritt Mathias  |
| 12  | Drapeau des États-Unis | A        | Gina DiMartino   |
| 22  | Drapeau des États-Unis | A        | Claire Zimmeck   |

## Équipe technique 2012
- Directeur-général : Thomas DeBonis
- Entraineur-chef : Paul Riley
- Entraîneur-adjoint : Skip Thorp
- Directeur physique : Mike Demakis
- Medecin de l'équipe : Dr. Patrick Ko